# メシャ碑文

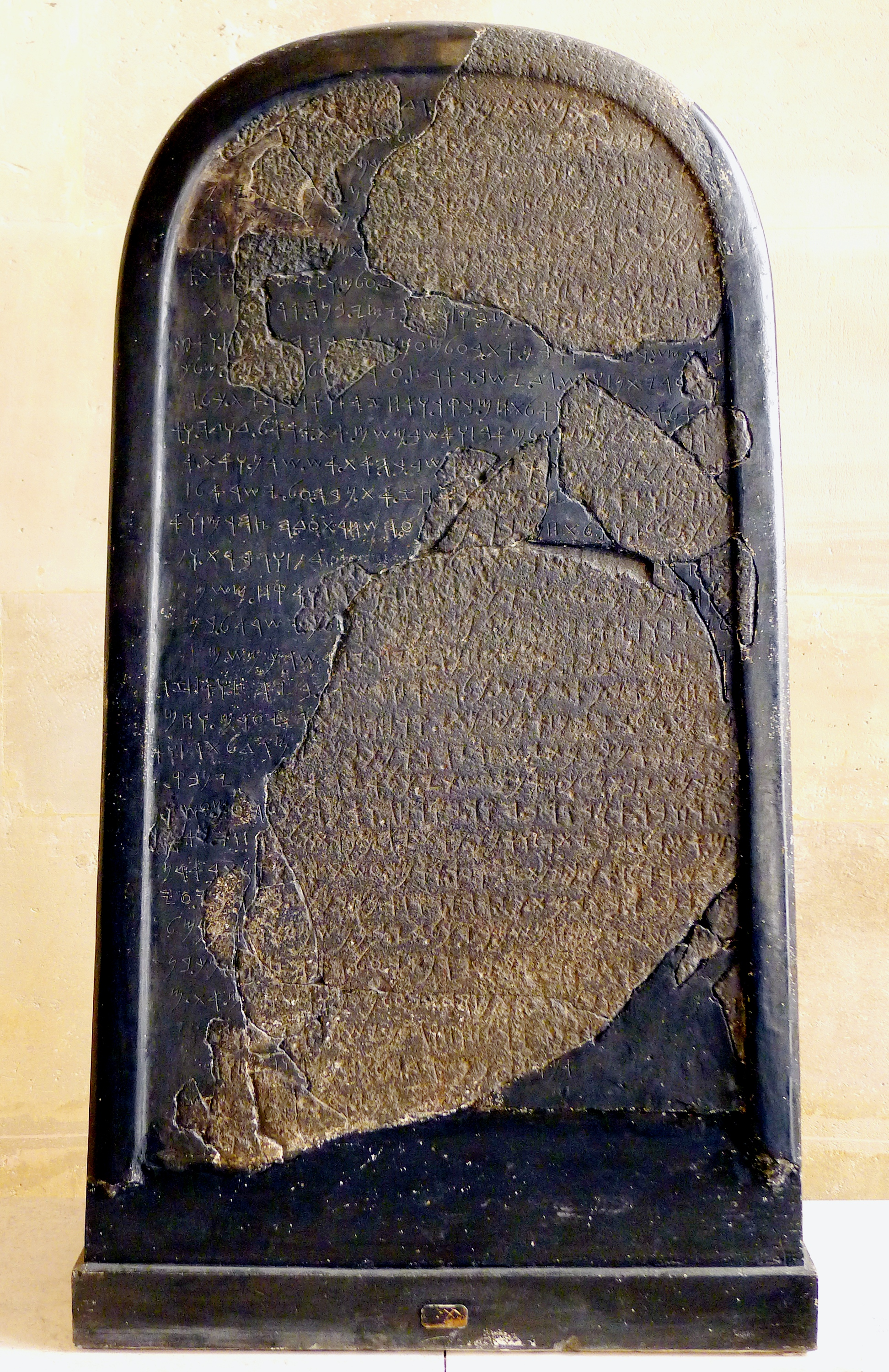
破壊された後に復元された現在のメシャ碑文。茶色の部分が現存するオリジナルのもので、黒色の部分が復元されたもの

メシャ碑文（メシャひぶん、19世紀には「モアブ碑」として知られた）は黒い玄武岩の石碑で、紀元前9世紀のモアブのメシャ王によって作成され、1868年に発見された。34行から成るこの碑文は、フェニキア文字で記述されたものとしては、古代イスラエルから回収されたもののうち最大のものである。それはメシャによって、紀元前850年ごろ、彼のイスラエルに対する反乱における勝利とモアブの独立を記録し記念するものとして、彼の元主君であったアハブの死後に作成された。
石は、高さ124cm、幅71cmで厚みもあり、上部は丸くなっている。それは古代のディボン、現在のヨルダンのマダバ県ディバンにおいて、1868年8月にエルサレムのイギリス人宣教師、フレデリック・オーガスタス・クラインによって発見された。しかし翌年、所有権をめぐる争いで、地元住民によって石碑は破壊されてしまった。しかしながら、シャルル・シモン・クレルモン＝ガノーによって破片の多くは回収され、また既に得られていた拓本によって欠損部を補って碑文は復元された。拓本（未公開）及び復元された石碑（多くの出版物や百科事典で公表されている）は、現在ルーヴル美術館に存在する。

## 内容
碑文の記述
1. 神ケモシュの怒りの故に、いかにしてモアブがイスラエル王オムリに征服されたか。メシャの勝利はオムリの息子（名前への言及は無い）に臨み、ガドのアタロト、ネボ、ヤハツの人々に臨む。
2. 彼の公共事業。要衝の地にある要塞を修復し、宮殿と貯水池を造営する。そして、
3. 彼のホロナイムに対する戦争。

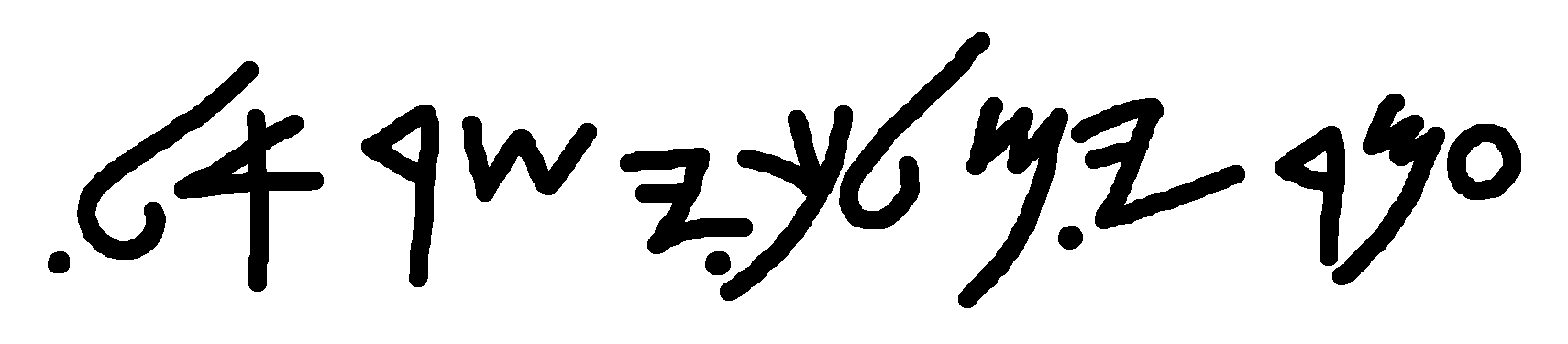
（イスラエルの王オムリ）石碑上で明言される

この碑文は、列王記下 3:4-27 に記録されているメシャ王の記述を補い裏付けるものであるとの解釈が可能であり、そのことによって聖書考古学資料群の中でもひときわ顕著な地位を獲得する。しかしながら、それらに対する大きな意見の相違もある。聖書ではモアブを征服したのはオムリの子アハブであり、反乱はアハブの子ヨラムに対するものである。さらに聖書では、ケモシュがメシャに勝利を与えるのではなく、ヤハウェがヨラムに勝利を与える。列王記によれば、メシャが自分の息子を（神への）生贄とし、それを見て動揺したイスラエルが撤退する。
複数形を示す語尾 -im が -in となる等のわずかな相違を例外として、碑文のモアブ語は、初期ヘブライ語の書式と同一である。そこに用いられているモアブ語文字は、セム系言語のうち最も古いフェニキア系の文字である。この文字形態の意味する事柄は、アルファベット形成の歴史や、当時のモアブの地における文化水準に関する、とても重要で興味深い情報を提供する。このメシャ、オムリとアハブとの間で繰り広げられた英雄的な戦いを記録した古代の記念碑は、紀元前850年ごろ建てられた。そう、「我々は、彼ら古代世界の労働者自身が時を刻んだ歴史、彼らの同時代人が読み、彼ら自身が目撃者であった何千年も前の出来事を記した同一の石板を手にしている」。
1994年、ルーヴル美術館にあるメシャ碑文と the paper squeeze of it 双方を調べた後、フランス人学者アンドレ・ルメールは、メシャ碑文の31行目に「ダビデの家」とのフレーズが認められることを報告した(in Biblical Archaeology Review [May/June 1994], pp. 30-37)。ルメールは破壊された1文字、"[D]avid," 冒頭の "D" を補填して語句を解読しなければならなかった。31行目後方に位置するその完成文は、「Horonen のために、彼ら[ダ]ビデの家に住む、」"As for Horonen, there lived in it the house of [D]avid," וחורננ. ישב. בה. בת[ד]וד.（注：角括弧[]で囲まれた文字や単語は補填された文字、破壊されたか、あるいは失われた破片上のもの）。たいていの学者は、他のどの文字を補填しても意味を成す解釈がもたらされないことに気づく。バルク・マルガリットはそこに異なる文字 "m," を補填しようと試み、その後さらに幾つかの文字で試した。その結果生じた読みが、「今、Horoneyn は占領され、[我が前]任の[エド]ム人の[支配]は終[焉]を迎えた。」"Now Horoneyn was occupied at the en[d] of [my pre]decessor['s reign] by [Edom]ites."(Baruch Margalit, "Studies in NWSemitic Inscriptions," Ugarit-Forschungen 26, p. 275).しかしながらマルガリットの解釈は、学術的な出版物において大きな支持を集めることは無かった。
2001年、別のフランス人学者ピエール・ボルドルイユ(fr:Pierre Bordreuil)は、彼と他の少数の学者達が、ルメールの「ダビデの家」という読みを碑文の31行目から確認することが出来なかったと（フランス語の小論文の中で）報告した。(Pierre Bordreuil, "A propos de l'inscription de Mesha': deux notes," in P. M. Michele Daviau, John W. Wevers and Michael Weigl [Eds.], The World of the Aramaeans III, pp. 158-167, especially pp. 162-163 [Sheffield, England: Sheffield Academic Press, 2001]).
ただし、さらに後の時期に「ダビデの家」へ言及がテル・ダン石碑断片上に、アラム人である敵国の王によって記述された。この献辞（メシャ碑文）はイスラエルの敵モアブ人の手からなり、同様に勝利を自慢する。もしルメールが正しいならば、『タイム』誌 1995年12月8日号が述べたように、これらは今や、ダビデ王朝に関する2つの初期参考文献である。一つはメシャ碑文（前9世紀中ごろ）、他方はテル・ダン碑文（前9世紀中ごろから前8世紀中ごろ）。これら専門的議論の全貌については、Lawrence J. Mykytiuk, _Identifying Biblical Persons in Northwest Semitic Inscriptions of 1200–539 B.C.E._, Academia Biblica series, no. 12 (Atlanta: Society of Biblical Literature, 2004), pp. 265-277 を参照せよ。
1998年、他の学者アンソン・レイニーは、メシャ碑文12行目の2単語、אראל. דודה を "its Davidic altar-hearth"「これらダビデの家の祭壇の炉」という困らせる訳出をした。(Anson F. Rainey, "Mesha and Syntax," in _The Land That I Will Show You_, edited by J. Andrew Dearman and M. Patrick Graham, Supplement Series, no. 343 [Sheffield, England: Sheffield Academic Press, 2001], pp. 300-306).
聖書のモアブ王メシャ、および聖書の北イスラエル王国の王オムリと、メシャ碑文内の人物の同一性については、とりわけメシャ碑文の説話が、聖書の列王記・歴代誌の説話とうまく合致することから、学術的なコミュニティーで一般に受け入れられている。
しかしながら、メシャ碑文内のダビデの同一性については物議を醸したままである。この論争には、メシャ碑文31行目が断片的な状態であることから生じる側面と、1990年代から主としてヨーロッパの学者達の間にある、ヘブライ語聖書（旧約聖書）の歴史的信頼性を問題にしたり退けたりする傾向から生じる側面とがある。ヨーロッパにおいて、P・R・デイヴィス、トマス・L・トンプソン(en:Thomas L. Thompson)、ニールス・P・レムシュらは聖書の史実性を拒絶する強い傾向を見せるが、対するアンドレ・ルメール、K・A・キチン(en:Kenneth Kitchen)、イェンス・ブルーン・コフォードや他のヨーロッパの学者達はこの傾向とは無縁である。多くの学者達が、1つ、あるいは他の傾向に傾くが、実際には中立的立場を示す。概して、北アメリカとイスラエルの学者達が、メシャ碑文内の聖書のダビデ王との同一性を信じることをいとわない傾向がある。この論争以外にも、聖書中で言及されたダビデ王の存在を確証する古代の碑文において、通常、メシャ碑文にはより少なく、テル・ダン石碑にはより多くの焦点が集まる。

## 本文
本文はモアブ語で、文字を現代ヘブライ語に置き換えた。
```
1. אנכ. משע. בנ. כמש.. . מלכ. מאב. הד
2. יבני | אבי. מלכ. על. מאב. שלשנ. שת. ואנכ. מלכ
3. תי. אחר. אבי | ואעש. הבמת. זאת. לכמש. בקרחה | ב[נס. י]
4. שע. כי. השעני. מכל. המלכנ. וכי. הראני. בכל. שנאי | עמר
5. י. מלכ. ישראל. ויענו. את. מאב. ימנ. רבן. כי. יאנפ. כמש. באר
6. צה | ויחלפה. בנה. ויאמר. גמ. הא. אענו. את. מאב | בימי. אמר. כ[...]
7. וארא. בה. ובבתה | וישראל. אבד. אבד. עלמ. וירש. עמרי. את א[ר]
8. צ. מהדבא | וישב. בה. ימה. וחצי. ימי. בנה. ארבענ. שת. ויש
9. בה. כמש. בימי | ואבנ. את. בעלמענ. ואעש. בה. האשוח. ואבנ
10. את. קריתנ | ואש. גד. ישב. בארצ. עטרת. מעלמ. ויבנ. לה. מלכ. י
11. שראל. את. עטרת | ואלתחמ. בקר. ואחזה | ואהרג. את. כל. העמ. [מ]
12. הקר. רית. לכמש. ולמאב | ואשב. משמ. את. אראל. דודה. ואס
13. חבה. לפני. כמש. בקרית | ואשב. בה. את. אש. שרנ. ואת. אש
14. מחרת | ויאמר. לי. כמש. לכ. אחז. את. נבה. על. ישראל | וא
15. הלכ. הללה. ואלתחמ. בה. מבקע. השחרת. עד. הצהרמ | ואח
16. זה. ואהרג. כלה. שבעת. אלפנ. גברנ. ו[גר]נ | וגברת. וגר
17. ת. ורחמת | כי. לעשתר. כמש. החרמתה | ואקח. משמ. א[ת. כ]
18. לי. יהוה. ואסחב. המ. לפני. כמש | ומלכ. ישראל. בנה. את
19. יהצ. וישב. בה. בהלתחמה. בי | ויגרשה. כמש. מפני | ו
20. אקח. ממאב. מאתנ. אש. כל. רשה | ואשאה. ביהצ. ואחזה.
21. לספת. על. דיבנ | אנכ. בנתי. קרחה. חמת. היערנ. וחמת
22. העפל | ואנכ. בנתי. שעריה. ואנכ. בנתי. מגדלתה | וא
23. נכ. בנתי. בת. מלכ. ואנכ. עשתי. כלאי. האש[וח למי]נ. בקרב
24. הקר | ובר. אנ. בקרב. הקר. בקרחה. ואמר. לכל. העמ. עשו. ל
25. כמ. אש. בר. בביתה | ואנכ. כרתי. המכרתת. לקרחה. באסר
26. [י]. ישראל | אנכ. בנתי. ערער. ואנכ. עשתי. המסלת. בארננ.
27. אנכ. בנתי. בת. במת. כי. הרס. הא | אנכ. בנתי. בצר. כי. עינ
28. ----- ש. דיבנ. חמשנ. כי. כל. דיבנ. משמעת | ואנכ. מלכ
29. ת[י] ----- מאת. בקרנ. אשר. יספתי. על. הארצ | ואנכ. בנת
30. [י. את. מה]דבא. ובת. דבלתנ | ובת. בעלמענ. ואשא. שמ. את. [...]
31. --------- צאנ. הארצ | וחורננ. ישב. בה. ב
32. --------- אמר. לי. כמש. רד. הלתחמ. בחורננ | וארד
33. ---------[ויש]בה. כמש. בימי. ועל[...]. משמ. עש
34. -------------- שת. שדק | וא

```

## 訳
私はメシャ、カモシ[アト](Kemosh[-yatti])の息子、ディボンのモアブの王である。私の父はモアブの王であった-
30年間、私は私の父の後に王となった。そして私はこの高き所をケモシュ(Kemosh)のため Qarcho（または Qeriho、聖域）内に作った
･･･なぜなら、彼はすべての王たちを私に与え、なぜなら、彼は-私が見下ろせるようにされたからである-私のすべての
敵たちを。オムリはイスラエルの王であり、彼は長年に渡ってモアブを虐げていたが、このためにケモシュは憤っていた-
彼の地に対して。そして彼の息子が彼の地位に君臨し、彼は同じく語った。「私はモアブを虐げるであろう！」。私の日々に
彼はそう語った。しかし私は彼と彼の家を見下ろし、そしてイスラエルは敗北した。それは
永久に敗北した！。そしてオムリはメデバの地を奪い、彼はそこに居住した-
彼自身の日々と彼の息子の日々の半ばの期間：40年間。しかし、ケモシュは私の日々にそれを回復させた。そして私は築き- バアル・
メオンを、その中に貯水池を建造した。そして私は Qiryaten（キルヤタイム？) を築いた。そしてガドの人々が-住んでいた
アタロトの地-古の時から-；イスラエルの王が彼自身のために築いたアタロト、私は戦いを
仕掛け-この都市に対して-これを攻略した。そして私は都市の全ての人々を殺した-ケモシュへの犠牲として、
またモアブのために。そして私はそこから彼の叔父の炉床を持ち帰り、私はそれを-持ち帰った-
Qerioit（ケリヨト？）のケモシュの面前に。そして私はシャロンの人々をそこに定住させた。-人々についても同じ様に-
Maharit の。そしてケモシュは私に言われた。「行け、イスラエルからネボを奪え」。そして私は夜に出て行き、戦い-
夜明けから正午に至るまでこれと-、私はこれを手にし、そして私は全住民を殺した。七
千人の男達と外国人、女達、外国人、僕の少女達。私はそれに敢行した-
アシュタロト・ケモシュのために殺戮(the ban)を。そしてそこから私はヤハウェの祭器(the vessels)を奪い、私はそれらを捧げた-
ケモシュの面前に。そして、イスラエルの王が築いたヤハツ、彼が-期間中滞在したその場所-
私に対する軍事行動の;ケモシュが私の前から彼を追い払った。そして私は200人の男を選び出し
モアブの、その全師団、これを私が指揮してヤハツに攻め上った。私はこれをディボンに加えるために、これを攻略した。私は
Qarcho、その木の壁と要塞の壁を築き、私はその門を築き、
私はその塔を築いた。そして私は王宮を築き、そして私は作成した-二対の-
貯水池を-都市の最奥にある泉のための。さて、都市の最奥-
Qarcho の-には水槽が無かったが、私は全ての人々に語った。「あなた方一人ひとりが彼（ケモシュ）の-水槽を作るべきである-
家で」。そして私はイスラエル人奴隷を用い、Qarcho の堀を開削した。私はアロエルを築き、私は
アルノンで軍用道を整備した。私はベト・バモトを築いた、なぜならそれは破壊されていたからである。私は
ベツェルを築いた、なぜならそれは荒廃していたからである。そしてディボンの男は戦闘隊形を組んだ、なぜならディボン全土が
従属下にあったからである。そして私は、私がこの地に加えた町々の百人隊長の王である。そして
私は、ベト・メデバ、Beth-Diblaten（ベト・ディブラタイム？）、ベト・バアル・メオンを築き、私は連れてきた … 群れを-
この地に。そしてホロナイム、そこに住む
… ケモシュは私に言われた。「下って行け、ホロナイムに対し戦え！」。私は下って行き
… ケモシュは私の日々にそれを回復された …